# Nuclei raphes
De nuclei raphes, of raphekernen, (Grieks: ῥαφή, "naad") zijn een cluster aan zenuwcelkernen in de hersenstam. De belangrijkste functie is om serotonine, een neurotransmitter, aan te maken en door te geven aan de rest van de hersenen. De meestgebruikte antidepressiva, de zogenaamde selectieve serotonine-heropnameremmers, hebben hun werking in deze kernen en de zenuwcellen waar ze naar projecteren.

## Onderdelen
De groep kernen bestaat uit de volgende individuele kernen:
- Nuclei raphes in de medulla oblongata:
  - Nucleus raphes obscurus
  - Nucleus raphes magnus
  - Nucleus raphes pallidus
- Nuclei raphes in de formatio reticularis van de pons:
  - Nucleus raphes pontis
  - Nucleus centralis inferior
- Nuclei raphes in de formatio reticularis van de middenhersenen:
  - Nucleus centralis superior
  - Nucleus raphes dorsalis

## Projecties
De projecties van de nuclei raphes zijn wijdverspreid over het hele brein. Over het algemeen projecteren de caudaal gelegen nuclei raphes (onder andere nucleus raphes magnus, nucleus raphes pallidus en nucleus raphes obscurus) naar het ruggenmerg en de hersenstam. De meer rostraal gelegen nuclei, waaronder de nucleus raphes pontis, nucleus centralis superior en nucleus raphes dorsalis, projecteren naar de hersengebieden met meer geavanceerde functies. Dit zijn voornamelijk de corticale gebieden.